# Zollfeld

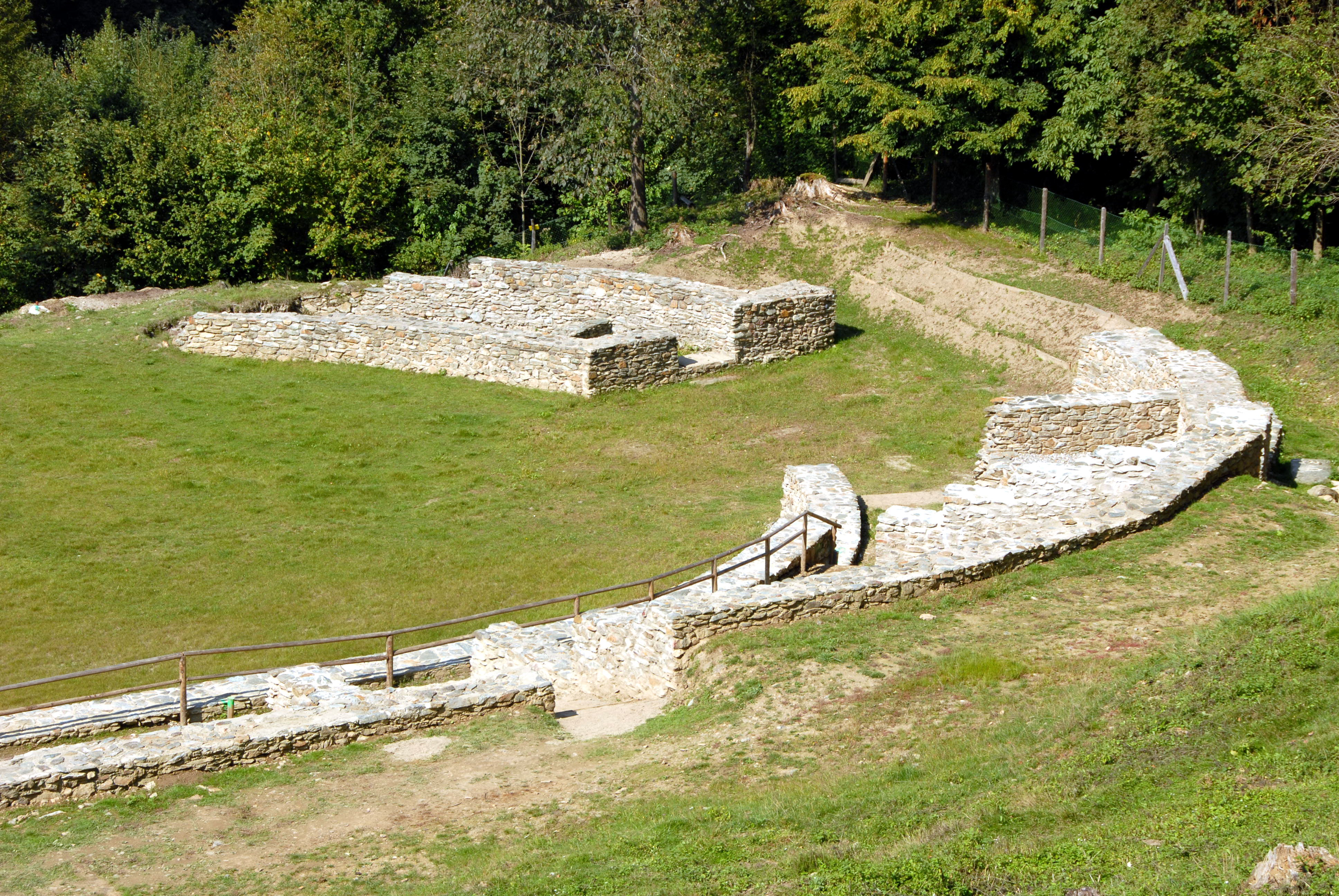
Amfiteater i Virunum

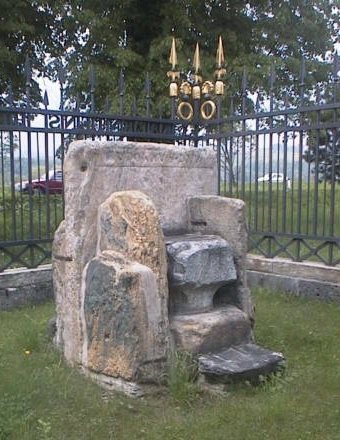
Hertigstolen

Zollfeld är en slätt i det österrikiska förbundslandet Kärnten. Zollfeld är en del av Klagenfurtbäckenet och är belägen mellan Klagenfurt och Sankt Veit an der Glan längs floden Glan. Zollfeld är ett av Österrikes äldsta kulturlandskap. Slätten var bebodd redan under keltisk tid. Zollfeld var kulturellt och politiskt centrum av provinsen Noricum under romersk tid och av furstendömet Karantanien under medeltiden. 
Vid Magdalensberg låg en keltisk-tidigromersk stad och norr om Maria Saal låg den romerska provinshuvudstaden Virunum. På 700-talet kom biskop Modestus till Maria Saal för att omvända befolkningen till kristendomen. I närheten låg furstendömets huvudort, Karnburg som blev kunglig pfalz år 830. 976 blev Kärnten självständigt hertigdöme. Hertigarna inaugurerades i en högtidlig ceremoni på Zollfeld. Två minnesmärken från denna tid finns kvar idag: furstestenen och hertigstolen